# 相賀照鄉
相賀照鄉（あいが てるさと，1873年11月9日—1950年11月17日），日本佐賀縣杵島郡富岡村（今佐賀縣武雄市）人，臺灣總督府警務局長、臺灣總督府內務局長、長崎縣佐世保市長。

## 生平
明治六年（1873年）11月9日生於佐賀縣杵島郡富岡村，為同縣士族相賀照忠的長子。二十九年（1896年）7月畢業於第五高等學校，三十三年（1900年）7月畢業於東京帝國大學法科大學英法科，後進入遞信省鐵道局擔任書記。三十五年（1902年）11月通過高等文官試驗行政科。
明治三十六年（1903年）3月擔任内務省警視廳警部，後升為警視、任警視廳府中警察署長。
大正三年（1914年）8月25日就任臺灣總督府民政部土木局庶務課長兼臨時臺灣總督府工事部庶務課事務官。五年（1916年）4月8日就任嘉義廳長。八年（1919年）5月21日就任民政部土木局長，同年8月20日廢除民政部，民政部土木局直屬臺灣總督府，就任首任土木局長。九年（1920年）9月1日臺北州成立，就任首任臺北州知事。十年（1921年）9月17日轉任警務局長，10月8日代理土木局長。十一年（1922年）11月27日再轉任内務局長，十三年（1924年）10月2日卸任，同時終止代理土木局長。 
大正十五年（1926年）6月29日就任長崎縣佐世保市長，昭和二年（1927年）4月1日東彼杵郡佐世村與日宇村併入佐世保市，同年市營公共汽車開始營運，五年（1930年）6月28日因任期屆滿而卸任。九年（1934年）11月7日再任佐世保市長，任內因市街擴大而實施新町界，十三年（1938年）4月1日北松浦郡相浦町併入佐世保市，十五年（1940年）3月29日卸任。